# Municipio de Otter (Iowa)
El municipio de Otter (en inglés: Otter Township) es un municipio ubicado en el condado de Warren en el estado estadounidense de Iowa. En el año 2010 tenía una población de 1042 habitantes y una densidad poblacional de 11,15 personas por km².

## Geografía
El municipio de Otter se encuentra ubicado en las coordenadas 41°17′28″N 93°29′37″O / 41.29111, -93.49361. Según la Oficina del Censo de los Estados Unidos, el municipio tiene una superficie total de 93.44 km², de la cual 93,05 km² corresponden a tierra firme y (0,42 %) 0,39 km² es agua.

## Demografía
Según el censo de 2010, había 1042 personas residiendo en el municipio de Otter. La densidad de población era de 11,15 hab./km². De los 1042 habitantes, el municipio de Otter estaba compuesto por el 98,75 % blancos, el 0,58 % eran afroamericanos, el 0,29 % eran de otras razas y el 0,38 % eran de una mezcla de razas. Del total de la población el 1,06 % eran hispanos o latinos de cualquier raza.